# 중동 사령부
중동 사령부(영어: Middle East Command, 中東司領部) 이후 중동 육군(영어: Middle East Land Forces, 中東 陸軍)은 제2차 세계 대전 이전에 이집트에서 창설된 영국 육군의 사령부이다. 주요 역할은 중동과 동지중해 지역에서 영국 육군을 지휘하고 영국의 이익을 방어하기 위해 관련 해군 및 공군 사령부와 협력하는 것이었다. 제2차 세계 대전 동안 중동 사령부는 지중해와 중동 주변의 군사 작전을 감독했다. 제2차 엘 알라메인 전투에서 추축국 군대가 패배하고 횃불 작전에서 영국-미국 연합군이 상륙한 이후, 영국군은 새롭게 창설된 연합군 본부에 지상군의 통제권을 이양했다.
1945년 제2차 세계 대전 이후 중동 사령부는 중동 육군으로 이름을 변경했으며, 1954년까지 수에즈 운하에 주둔했다. 이집트 자유장교단이 이끄는 1952년 이집트 혁명 이후, 1954년 영국-이집트 합의에 따라 중동 육군은 키프로스로 본부를 옮겼으며, 1955년 8월에는 중동 육군에 배치되어 있던 모든 부대가 영국으로 귀환했다. 1967년 11월 28일 중동 육군은 해체되었으며, 바레인에 주둔하고 있던 영국군은 걸프 육군을 창설했다. 걸프 육군은 1972년 1월 해산되었으며 소속 부대는 영국으로 귀환했다.

## 역할
중동 사령부는 1939년 6월 유럽의 긴장 고조로 인해 카이로에 설립되었다. 이 사령부가 설립된 목적은 전쟁 시에 지중해와 중동 지역에 주둔하는 이집트, 수단, 팔레스타인/트란스요르단 지역에 위치한 세 개의 독립된 군 사령부를 위한 중앙집권적인 지휘 구조를 제공하는 것이었다. 전간기 동안 사령부는 이집트, 수단, 팔레스타인, 트란스요르단, 키프로스에 주둔한 지상군에 대한 권한을 행사했다.그러나 전쟁이 발발하면 사령부의 책임 범위는 영국령 소말릴란드, 아덴, 이라크, 페르시아만 연안으로 확대되었다. 제2차 세계 대전 중 중동 사령부의 권한은 에티오피아, 에리트레아, 리비아, 그리스를 포함한 더 많은 지역으로 확대되었다.영국 남부 사령부의 사령관인 중장 아치볼드 웨이벌은 1939년 7월에 중동 사령부의 첫 총사령관으로서 선택되었고, 장군의 직무 대행 계급이 주어졌다.
제국방위위원회는 중동 사령부의 총사령관직을 신설하면서 동부 지중해와 중동의 방어를 책임져야 한다는 결정을 내렸다. 중동 사령부가 지상군에 대해서만 권한을 행사함에 따라, 삼두정치를 수립하여 최고 사령부를 구성하였다. 이 최고 사령부의 다른 두 멤버는 지중해 함대 총사령관인 앤드루 커닝엄과 영국 공군 중동 사령부 총사령관 아서 롱모어였다. 동인도 함대 사령관은 지중해 함대 총사령관이 없는 경우에 직무를 대신하게 된다.